# ماري إل. سميث
ماري إل. سميث (بالإنجليزية: Mary L. Smith)‏ هي محامية أمريكية، ولدت في 28 أغسطس 1962 في شيكاغو في الولايات المتحدة.

## الحياة الباكرة والتعليم
ولدت سميث في شيكاغو، وهي أمريكية أصلية وعضوة في قبيلة شيروكي. حصلت على درجة البكالوريوس مع مرتبة الشرف في مايو 1984 من جامعة لويولا في شيكاغو. التحقت بكلية الحقوق بجامعة لويولا في شيكاغو من عام 1988 حتى 1989، ثم انتقلت إلى كلية الحقوق بجامعة شيكاغو، حيث أمضت عاميها الدراسيين الأخيرين وحصلت على دكتوراه في القانون عام 1991.
عملت سميث كاتبة قانونية في محكمة الاستئناف الأمريكية لقاضي الدائرة الحادية عشرة ر. لانير أندرسون الثالث من عام 1991 حتى عام 1992.